# Leucocelis quadriguttata
Leucocelis quadriguttata är en skalbaggsart som beskrevs av John Obadiah Westwood 1874. Leucocelis quadriguttata ingår i släktet Leucocelis och familjen Cetoniidae. Inga underarter finns listade i Catalogue of Life.